# Loma del Gallo, Michoacán de Ocampo
Loma del Gallo är en ort i Mexiko.   Den ligger i kommunen Maravatío och delstaten Michoacán de Ocampo, i den södra delen av landet, 160 km väster om huvudstaden Mexico City. Loma del Gallo ligger 2 013 meter över havet och antalet invånare är 202.
Terrängen runt Loma del Gallo är platt åt nordost, men åt sydväst är den kuperad. Runt Loma del Gallo är det ganska tätbefolkat, med 104 invånare per kvadratkilometer. Närmaste större samhälle är Maravatío, 11,9 km sydost om Loma del Gallo. Trakten runt Loma del Gallo består till största delen av jordbruksmark.